# Irlandia Południowa
Irlandia Południowa (irl. Deisceart Éireann) – efemeryczna część składowa Zjednoczonego Królestwa Wielkiej Brytanii i Irlandii, istniejąca w latach 1921–1922.

## Historia
Na mocy Government of Ireland Act, przyjętej 23 grudnia 1920, rok później Irlandia została podzielona na dwie autonomiczne części – Irlandię Północną (6 hrabstw) i Irlandię Południową (26 hrabstw). Obie części miały mieć odrębne parlamenty, rządy i sądownictwo (z wyjątkiem apelacyjnego). Wspólny miał być Lord Namiestnik i Rada.
Postanowienia tworzące Irlandię Południową nigdy nie weszły de facto w życie. W 1921 r. odbyły się wybory do Izby Gmin Południowej Irlandii. 124 na 128 miejsc uzyskali kandydaci Sinn Féin, którzy natychmiast ogłosili utworzenie własnego, rewolucyjnego parlamentu (Second Dail). Na pierwszej sesji południowoirlandzkiego parlamentu zjawiło się jedynie 4 deputowanych unionistycznych. Z tego względu nie podjął on nigdy pracy i nie powołano rządu.
Po przyjęciu przez stronę irlandzką Traktatu, 14 stycznia 1922 powołano Tymczasowy Rząd Irlandii Południowej, na czele którego stanął Michael Collins. Równolegle do niego istniał rząd Republiki Irlandzkiej z Arthurem Griffithem na czele, zaś kraj ogarnięty był wojną domową wywołaną przez przeciwników traktatu pod przywództwem Éamona de Valery.
Collins został zamordowany 22 sierpnia 1922. 9 września 1922 utworzono nowy rząd pod przywództwem Williama Thomasa Cosgrave’a, który połączył administracje Republiki Irlandzkiej i Irlandii Południowej.
6 grudnia 1922 nastąpiło ostateczne podpisanie traktatu i utworzenie Wolnego Państwa Irlandzkiego.